# Ansfrid de Friül
Ansfrid o Ausfrid fou duc de Friül breument en 694. Originalment va ser senyor del castell de Ragogna.
En 694, va aprofitar una absència del duc Rodoald de Friül per apoderar-se del tron, i va obligar a fugir al duc deposat a la cort del rei longobard Cunipert, que no havia autoritzat la deposició, però que no va fer cap pas per oposar-se a la situació. Però Ansfrid, una vegada al tron, es va rebel·lar aviat contra el rei en un intent d'apoderar-se també de la corona d'Itàlia. Va atacar Verona, però va ser capturat allà i portat davant del rei; com a càstig fou cegat i exiliat. Adó, germà de Rodoald, va rebre el nomenament de nou duc de Friül.